# 魯肖湖
53°42′39″N 11°58′56″E / 53.71083°N 11.98222°E
魯肖湖（德語：Ruchower See），是德國的湖泊，位於該國東北部梅克倫堡-前波美拉尼亞州，由路德維希斯盧斯特-帕爾希姆縣負責管轄，長0.4公里、寬0.3公里，面積0.89平方公里，海拔高度41米。